# كأس سلوفينيا 2011–12
كأس سلوفينيا 2011–12 (بالإيطالية: Pokal Nogometne zveze Slovenije 2011-2012)‏ هو موسم من كأس سلوفينيا. أقيم خلال الفترة 23 أغسطس 2011 وحتى 23 مايو 2012، وأشرف على تنظيمه اتحاد سلوفينيا لكرة القدم، وكان عدد الأندية المشاركة فيه 28، وفاز فيه نادي ماريبور.